# Prieuré de Saint-Thibault
 (avril 2020).
Si vous disposez d'ouvrages ou d'articles de référence ou si vous connaissez des sites web de qualité traitant du thème abordé ici, merci de compléter l'article en donnant les références utiles à sa vérifiabilité et en les liant à la section « Notes et références ».
Le prieuré de Saint-Thibault est un prieuré bénédictin situé dans le département de la Côte-d'Or, sur le territoire de la commune de Saint-Thibault (Auxois). Fondé en 1071, il est l'un des témoignages du développement monastique en Bourgogne au Moyen Âge. Son église, devenue paroissiale, est classée au titre des monuments historiques par la liste de 1840.

## Histoire

### Époque médiévale
Selon la tradition, le prieuré de Saint-Thibault aurait été fondé par des moines de l'abbaye Saint-Rigaud, en Saône-et-Loire au XIe siècle ; lesquels auraient reçu des dons du seigneur de Saint-Beury, issu de la famille de Thil. Plusieurs sources et traces archéologiques confirment l'existence d'une église primitive vers la fin du XIIe siècle ou le début du siècle suivant. Quant au patronage, il est étayé par les mentions de l'abbé de Saint-Rigaud comme patron de l'église et l'existence d'un certain Hugues ou Huguenin de Thil.
À l'origine, le site portait un autre nom (peut-être Fontaines) qu'il aurait abandonné au XIIIe siècle au moment où les reliques de Thibault de Provins permettent au prieuré de devenir un lieu de pèlerinage important dans le duché de Bourgogne. Cette période correspond aux premières campagnes de travaux effectués sur l'édifice, notamment l'édification du portail et de la chapelle Saint-Gilles. Plusieurs donations sont attestées comme celle d'Elisabeth de Charny, dame de Thil, d'Hugues de Quincy, vicomte de Tonnerre, ou encore Jean de La Roche-en-Brenil, seigneur de La Roche-en-Brenil.
La troisième campagne de travaux, menées à la fin du XIIIe siècle, est patronnée par le duc Robert II de Bourgogne. Le prieuré se dote alors d'une abside de style gothique. Quant au pèlerinage, il rayonne désormais en dehors des frontières du duché de Bourgogne. Plusieurs témoignages, datant des XIIIe et XIVe siècles, mentionnent Saint-Thibault comme lieu de pèlerinage.
Conséquence de cet aura, le prieuré de Saint-Thibault s'enrichit considérablement. Plusieurs prieurs issus de familles prestigieuses se succèdent comme Guillaume d'Arconcey (1347), peut-être fils de Guy d'Autun, seigneur d'Arconcey, ou Etienne de Maison-Comte (1352), issu d'une famille de la noblesse nivernaise. Les premiers patrons laïcs, à savoir les seigneurs de Thil, se rapprochent du prieuré de Saint-Thibault. En 1306, Jean de Thil, seigneur de Thil et de Saint-Beury, accepte (ou impose) sa protection aux moines de Saint-Thibault. Seigneur et protecteur des moines, il se voit attribuer certaines redevances. Après 1315, ce dernier est inhumé dans le chœur de l'église.
Cette nouvelle mainmise entraîne, semble-t-il, un conflit avec l'abbé de Saint-Rigaud. Érigé en tant que filiale du monastère, le prieur de Saint-Thibault est réorganisé : l'abbé est le seul patron du lieu et les seigneurs de Thil-Beury ne conservent que des droits honorifiques (droits de sépulture et de banc).
La seconde moitié du XIVe siècle est marquée par l'apparition de nombreuses difficultés pour le prieuré de Saint-Thibault. Les Grandes compagnies brûlent le village de Saint-Thibault et les revenus issus des pèlerinages déclinent fortement. En conséquence, Saint-Thibault ne peut plus s'acquitter des redevances dues à Saint-Rigaud. Les religieux sont alors contraints de concéder la chapelle Saint-Gilles à Renaud Gastelier, riche conseiller du duc de Bourgogne et maître des comptes à Dijon, en 1388 ; ce dernier y projetant d'en faire le lieu de sépulture de sa famille. En 1406, avec accord du duc de Bourgogne, ce dernier fait fonder une chapellerie en lui donnant diverses maisons et terres sur à Saint-Thibault.

### Époques moderne et contemporaine
Les difficultés nées au XIVe siècle affectent durablement le prieuré de Saint-Thibault. Ces dernières sont accentuées par l'instauration de la commende au XVIe siècle. Le prieuré semble abandonné et un orage entraîne la destruction de la charpente et des vitraux du chœur en 1701. En dépit d'une restauration commencée par Charles Elie Le Jolivet, architecte dijonnais, en 1723, la dégradation générale de l'édifice se poursuit. Dans les années 1750, Jean-Baptiste Caristie entreprend une nouvelle restauration du prieuré de Saint-Thibault. Cette dernière concerne le chœur, la chapelle Saint-Gilles, le portail, la nef et le cloche.
Au XIXe siècle, Saint-Thibault bénéficie des restaurations entreprises par Prosper Mérimée puis Eugène Viollet-le-Duc. Ce dernier se rend en mars 1843 et propose une rénovation pour 7074 fr., préconisant aussi de restaurer la chapelle Saint-Gilles dont le « comble […] pourri laisse passer les eaux pluviales ». Évaluée à 180 000 fr., cette rénovation est écartée par Prosper Mérimée et la commission des Monuments historiques. Quant aux travaux, ils sont entrepris en août 1845 et s'étendent jusqu'en 1847-1848. Une ultime intervention de Prosper Mérimée est néanmoins à signaler en 1852. L'indigence de la municipalité mène néanmoins à la fermeture du chantier.
Ces travaux sont complétés par une énième restauration entre 2010 et 2013 : l'extérieur du chœur et la toiture sont restaurés, les murs nettoyés.

## Architecture

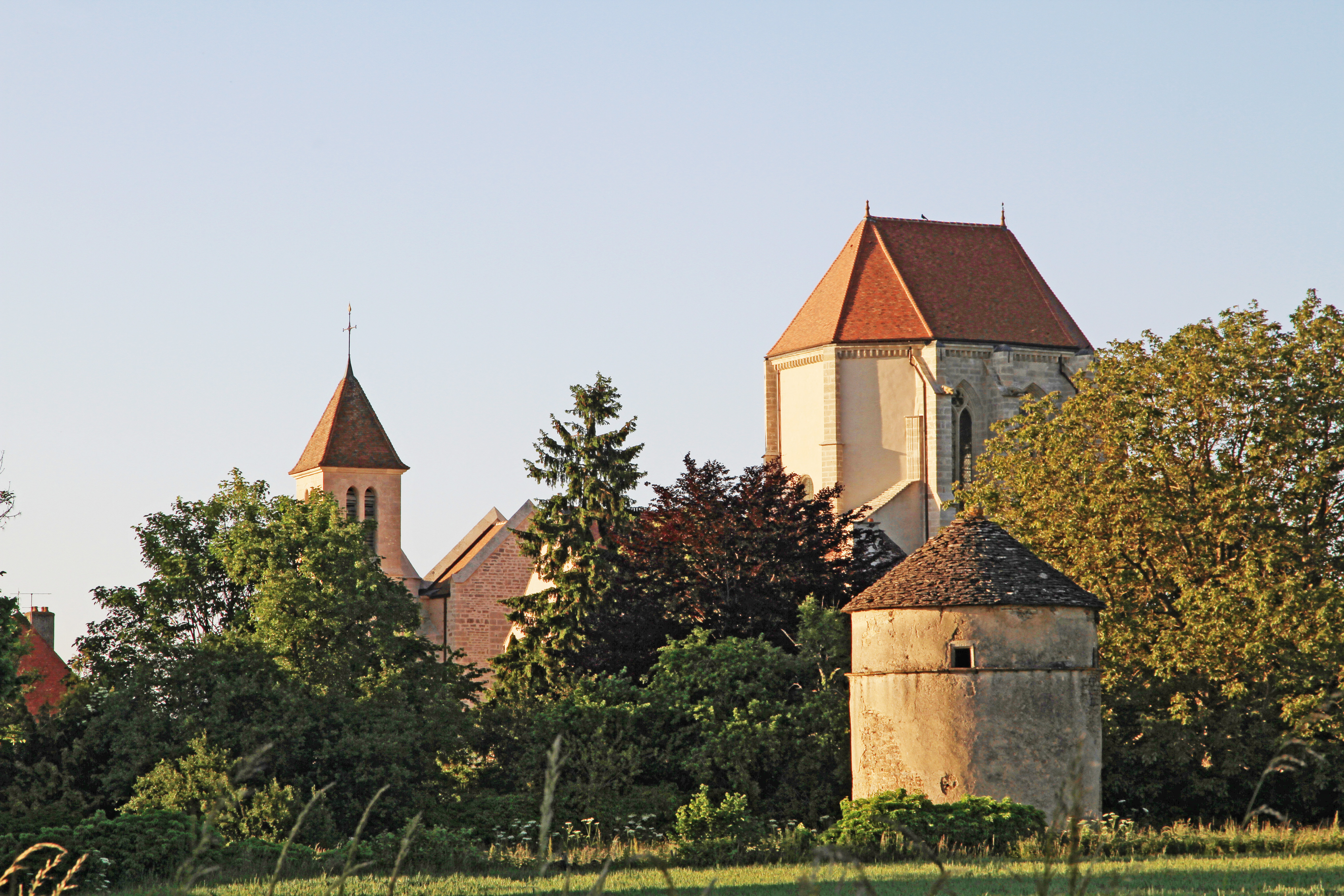
Un chœur plus haut que le clocher… (27 m).
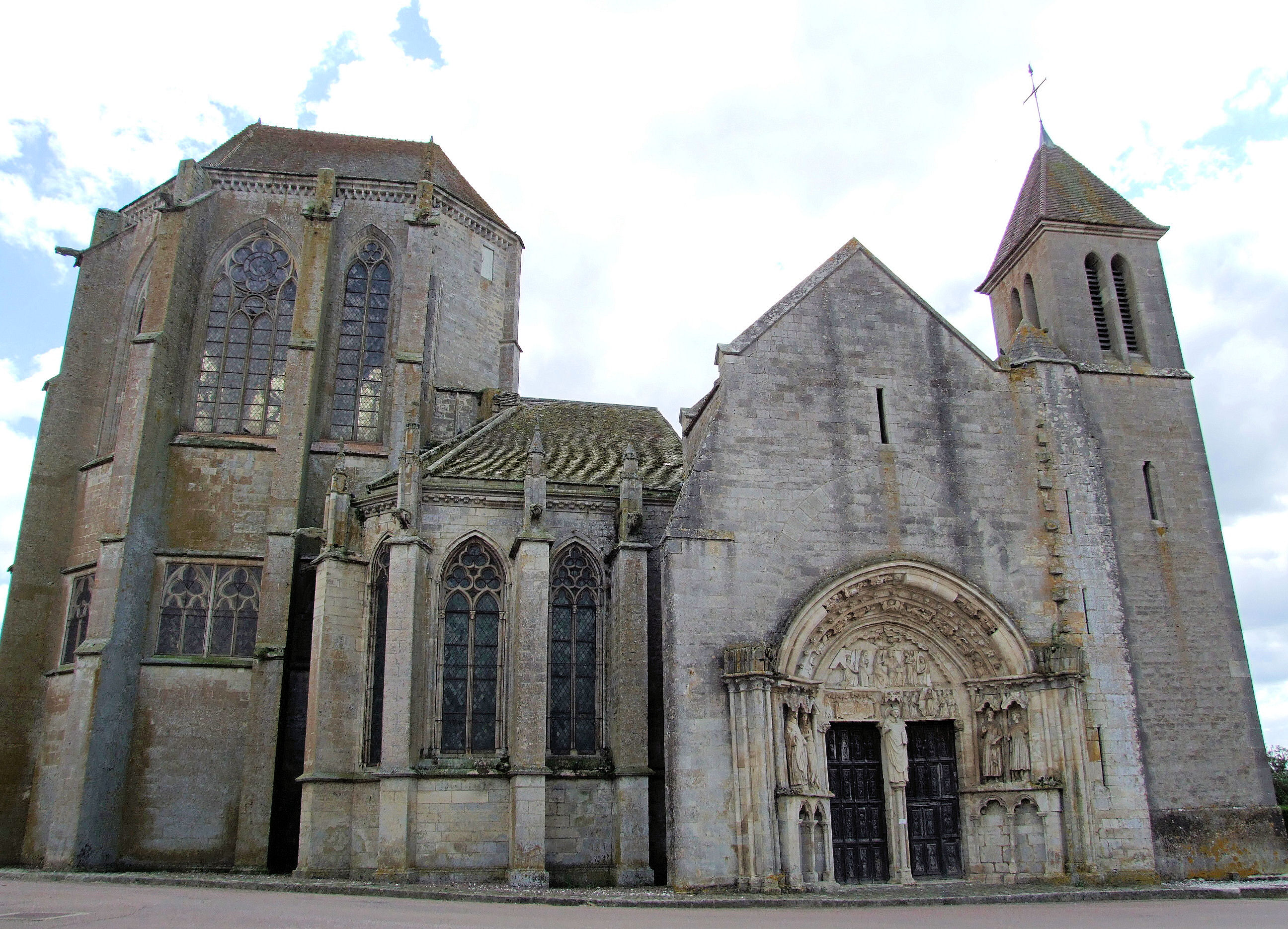
L'église avant sa rénovation.
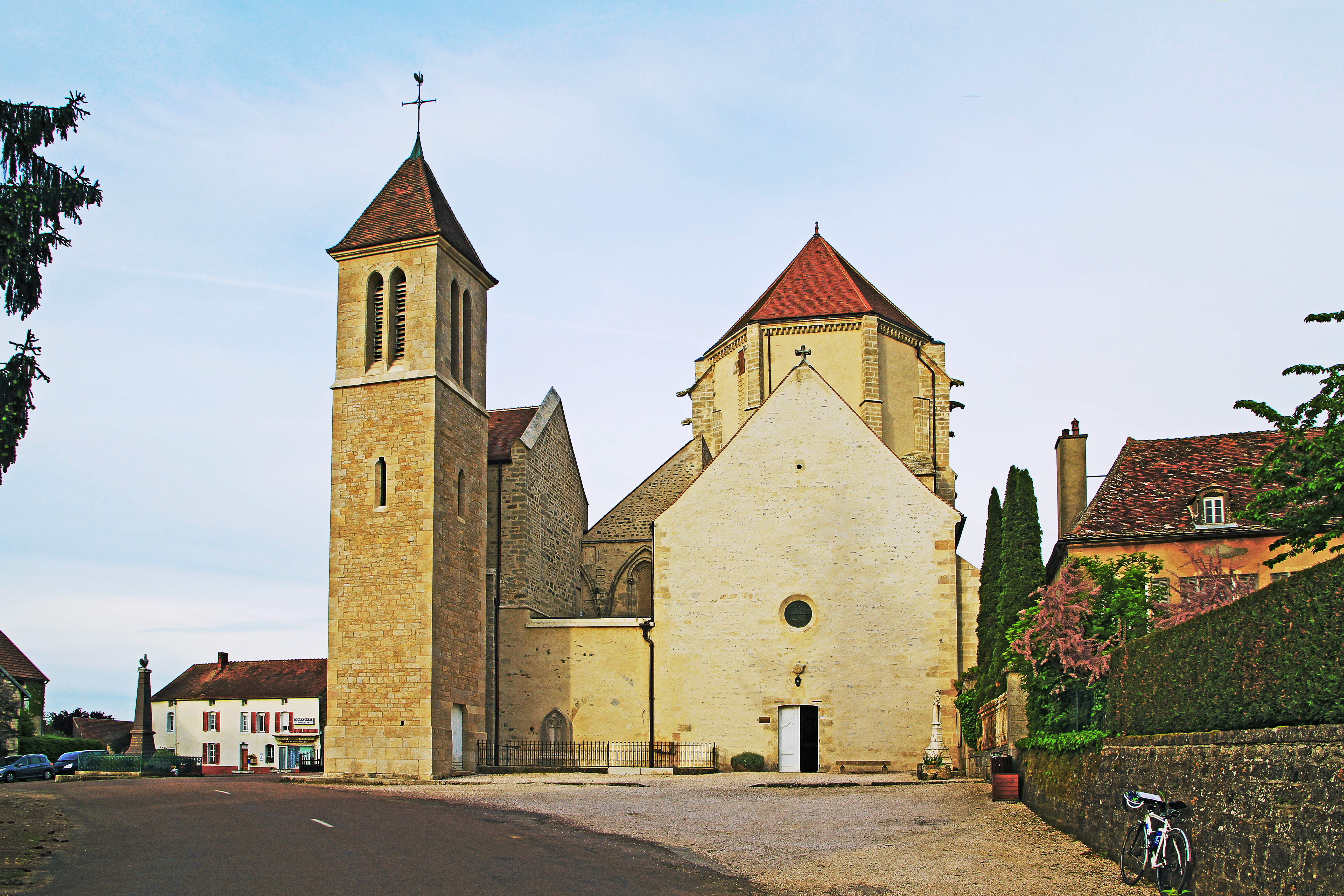
Façade sans portail, témoin de plusieurs remaniements.

L'église comporte sur le côté nord un remarquable portail du XIIIe siècle, avec une statue de saint Thibaut en son centre, revêtu d'habits sacerdotaux, surmontée de scènes de la vie de la Vierge (Dormition, Assomption, Couronnement). Les quatre statues qui l'encadrent sont identifiées comme étant des représentations de l'adolescent Thibault, de son mentor Gauthier, de sa mère Willa et de son arrière-grand-oncle Thibault, archevêque de Vienne (957-1101), qui prophétisa très à l'avance la naissance du saint (lecture de droite à gauche). Les niches du bas, dégradées, ont pu représenter au XIIIe siècle et suivants la famille ducale de Bourgogne qui lança et appuya la construction de la nouvelle priorale, dédiée à saint Thibault, l'actuelle, c'est-à-dire les ducs Hugues IV et Robert II et leurs épouses respectives Béatrice de Champagne et Agnès de France.

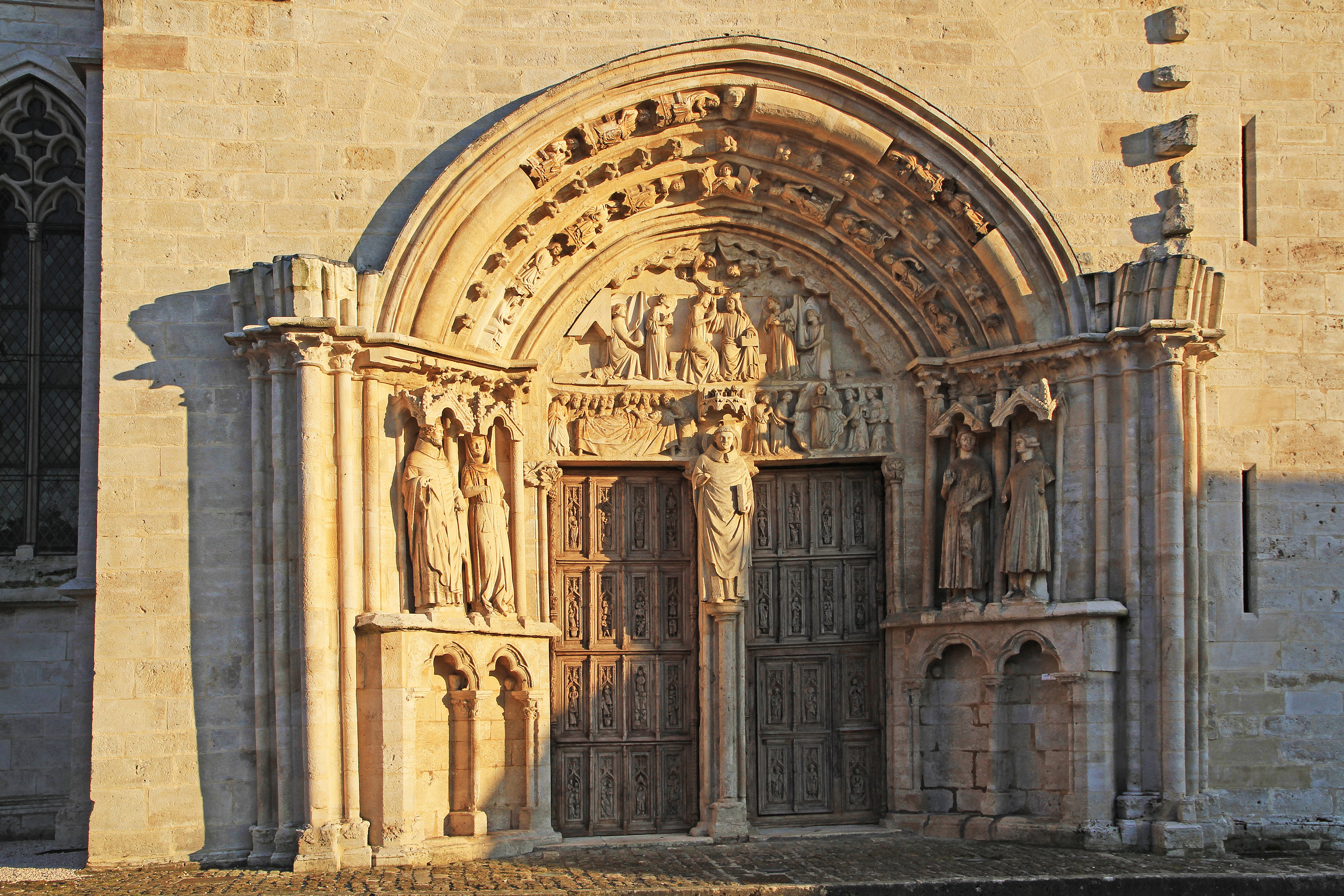
Le portail : au centre saint Thibaut, et en plan arrière la Vierge Marie, en gloire, patronne de la priorale.
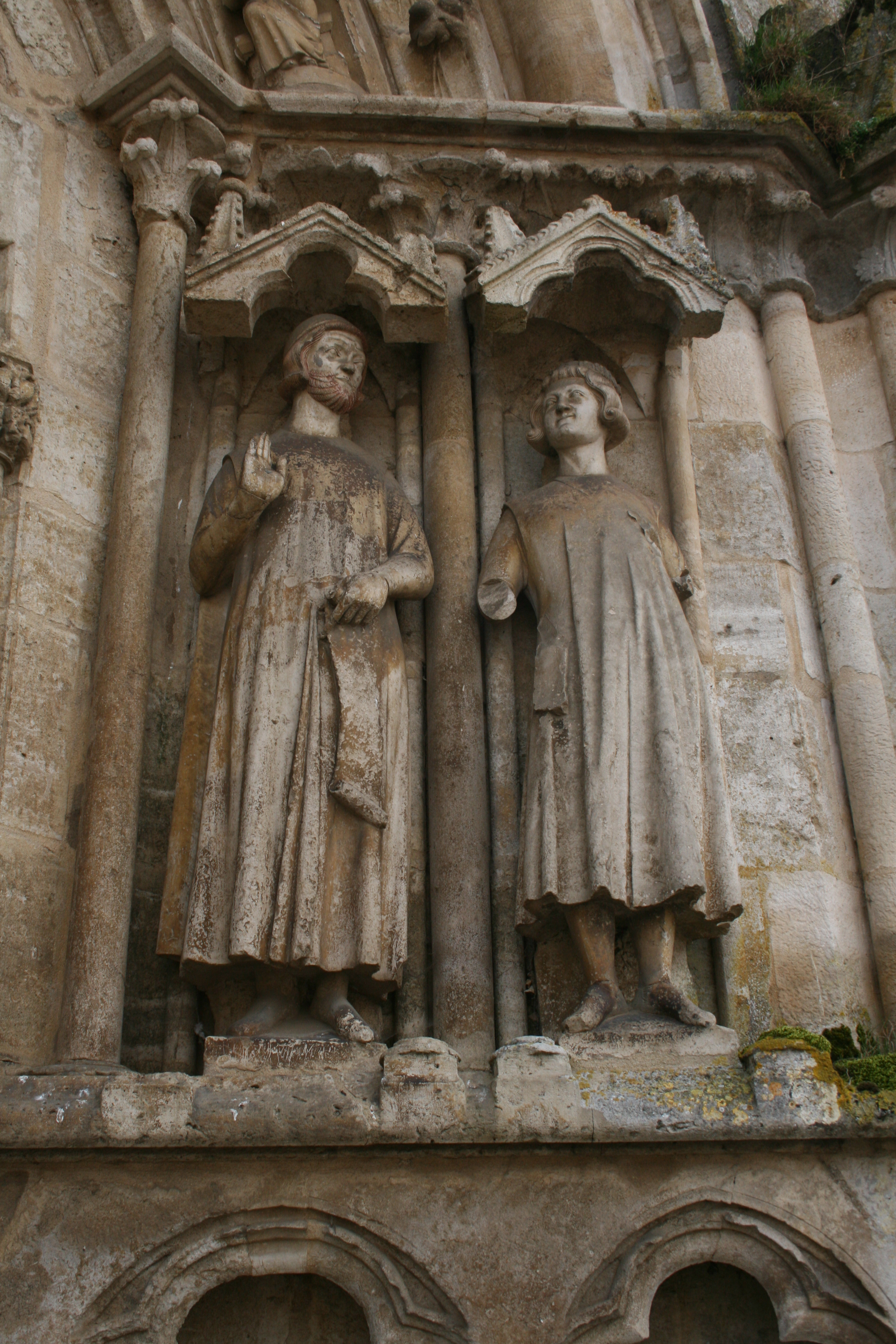
Gauthier et saint Thibault damoiseau, à Provins.
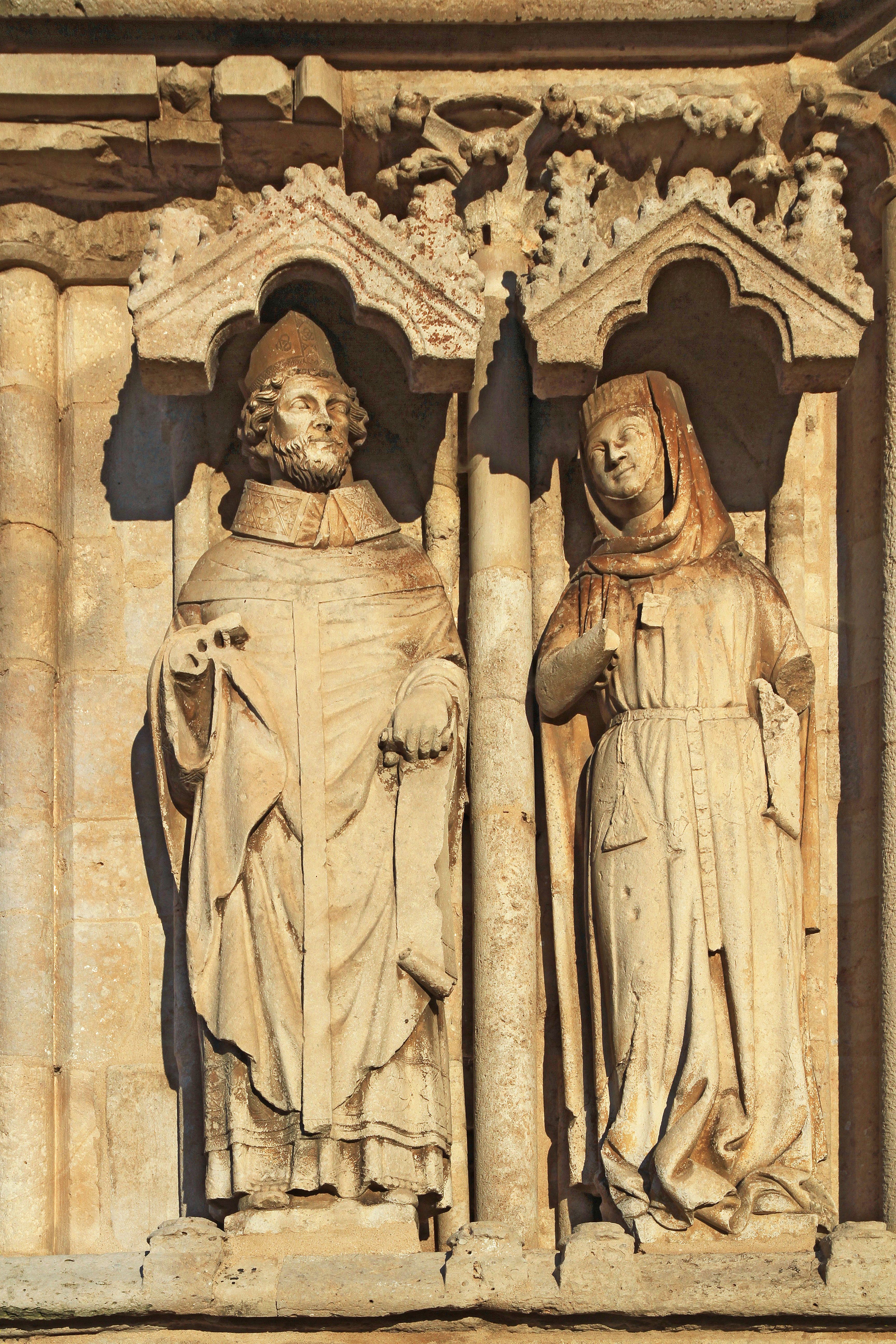
L'archevêque saint Thibault de Vienne et la mère de saint Thibault l'ermite.
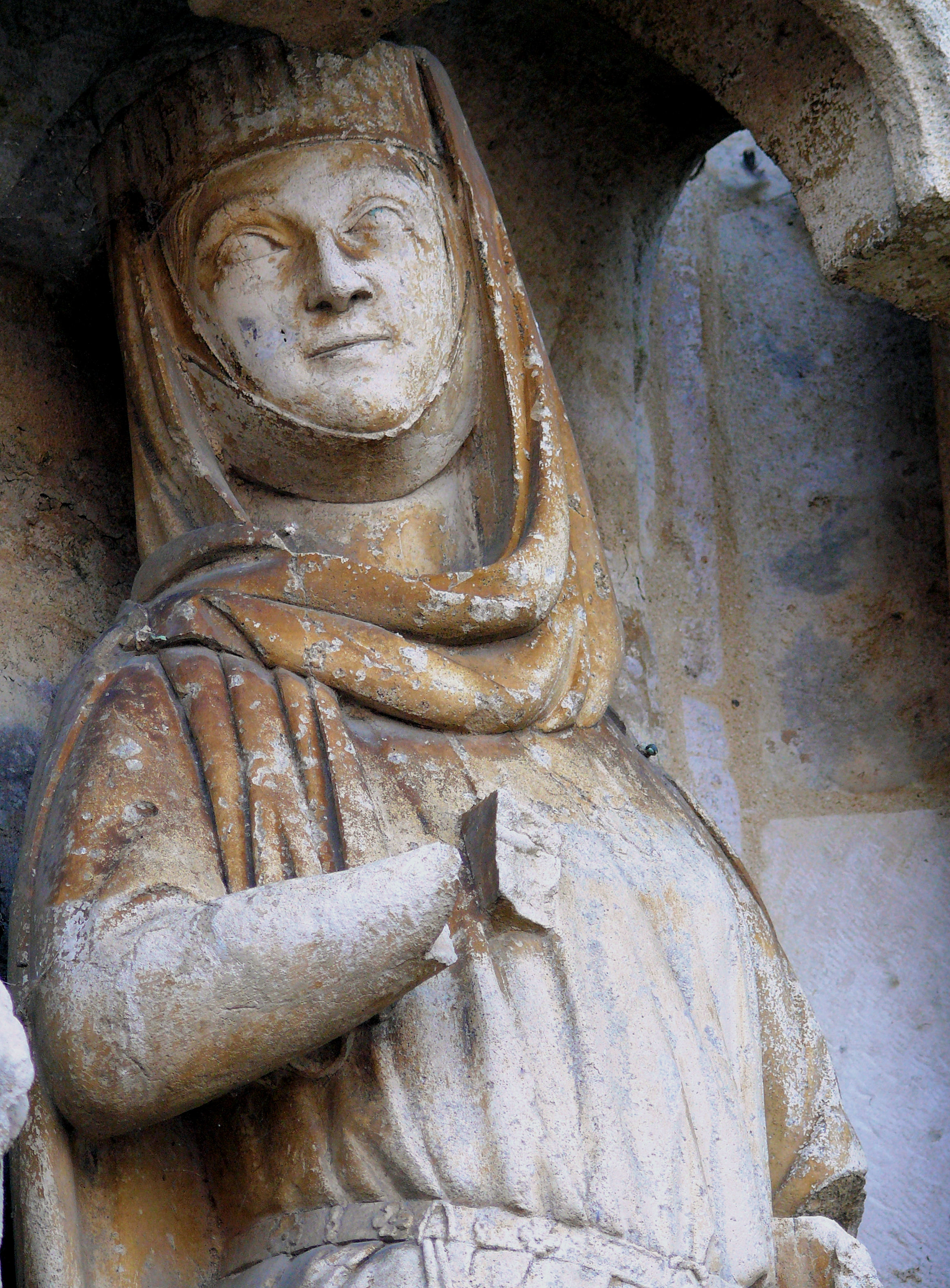
Willa, mère de saint Thibault l'ermite.
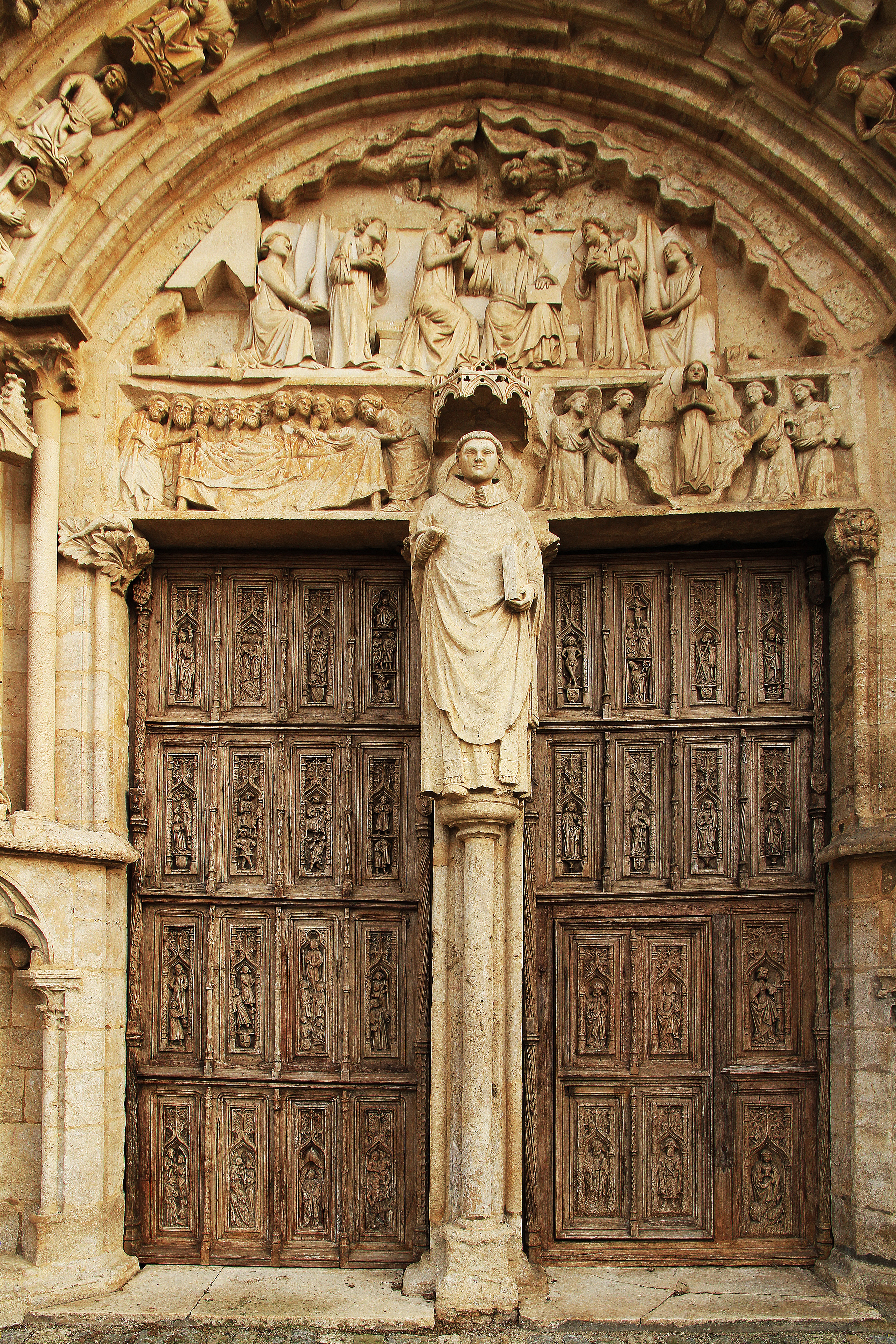
Vantaux en bois du XVIe  Classé MH (1840)[7].
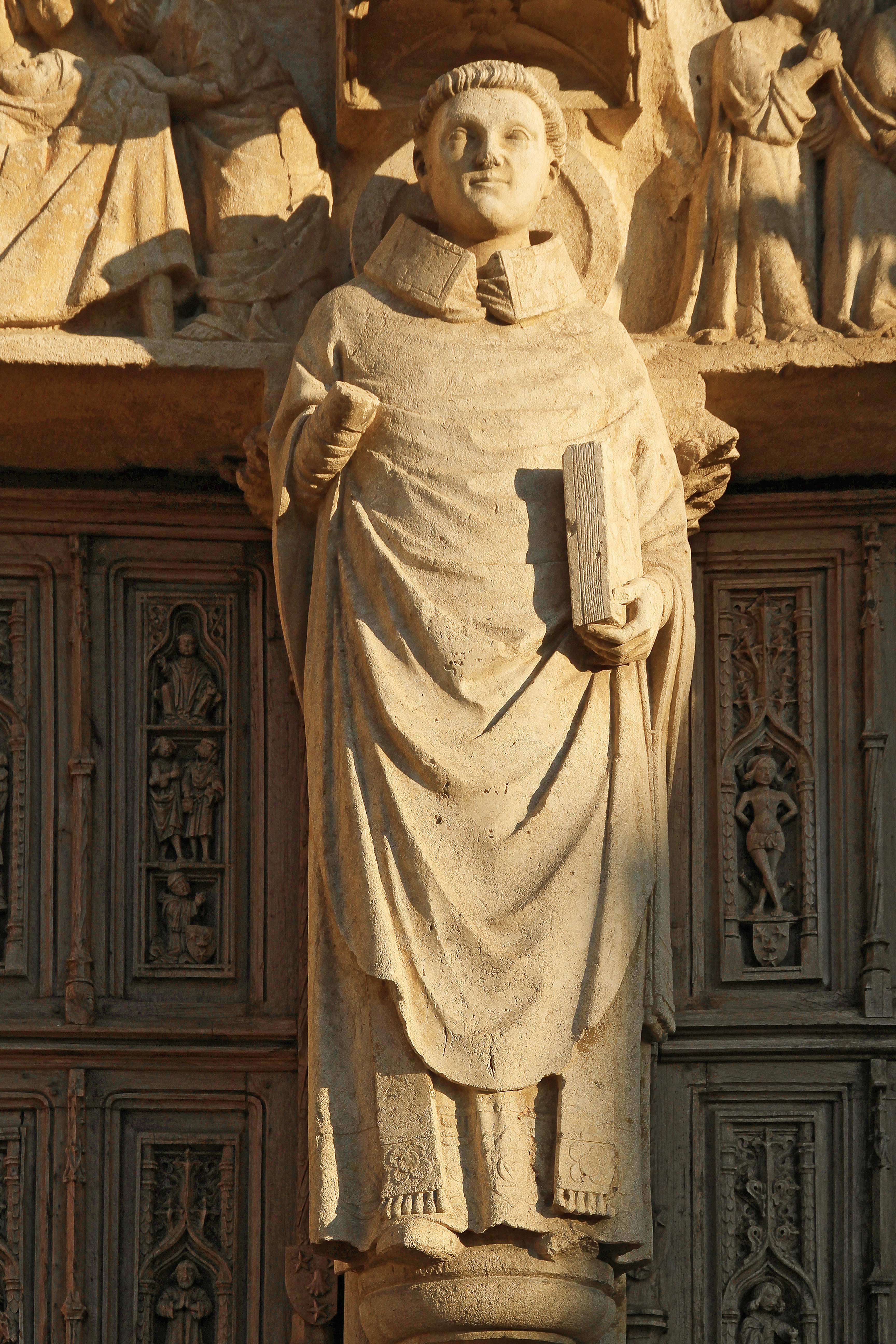
Statue de saint Thibault sur le trumeau du portail.

Le chœur, datant de la fin du XIIIe siècle, est un chef-d'œuvre de lumière de style gothique avec quatre élévations décorées de fines colonnettes.
L'autel est surmonté de retables en bois du XIVe siècle. Un gisant du XIIIe siècle est identifié comme celui de Guy de Thil.
La chapelle Saint-Gilles, autre chef-d'œuvre du XIIIe, abrite une grande châsse de saint Thibaut du XIVe siècle qui a notamment connu les dévotions de la reine Jeanne, épouse de Jean le Bon, et de la duchesse de Bourgogne Marguerite.

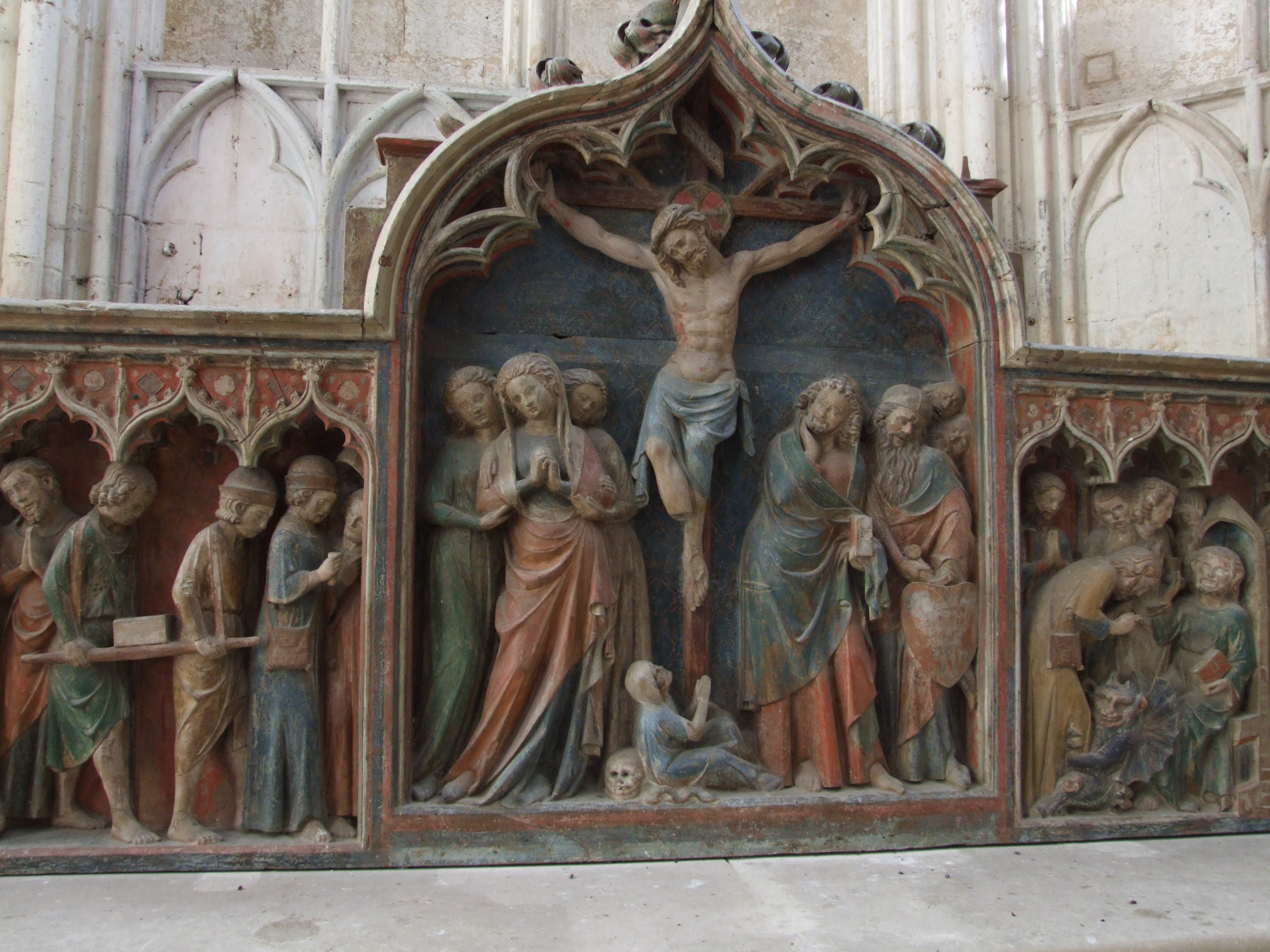
Le retable : bois sculpté peint qui chante la saga terrestre de saint Thibault, ordonnée vers celle du Christ crucifié et celle de ses témoins, dont la Vierge, autour du maître-autel de la priorale.
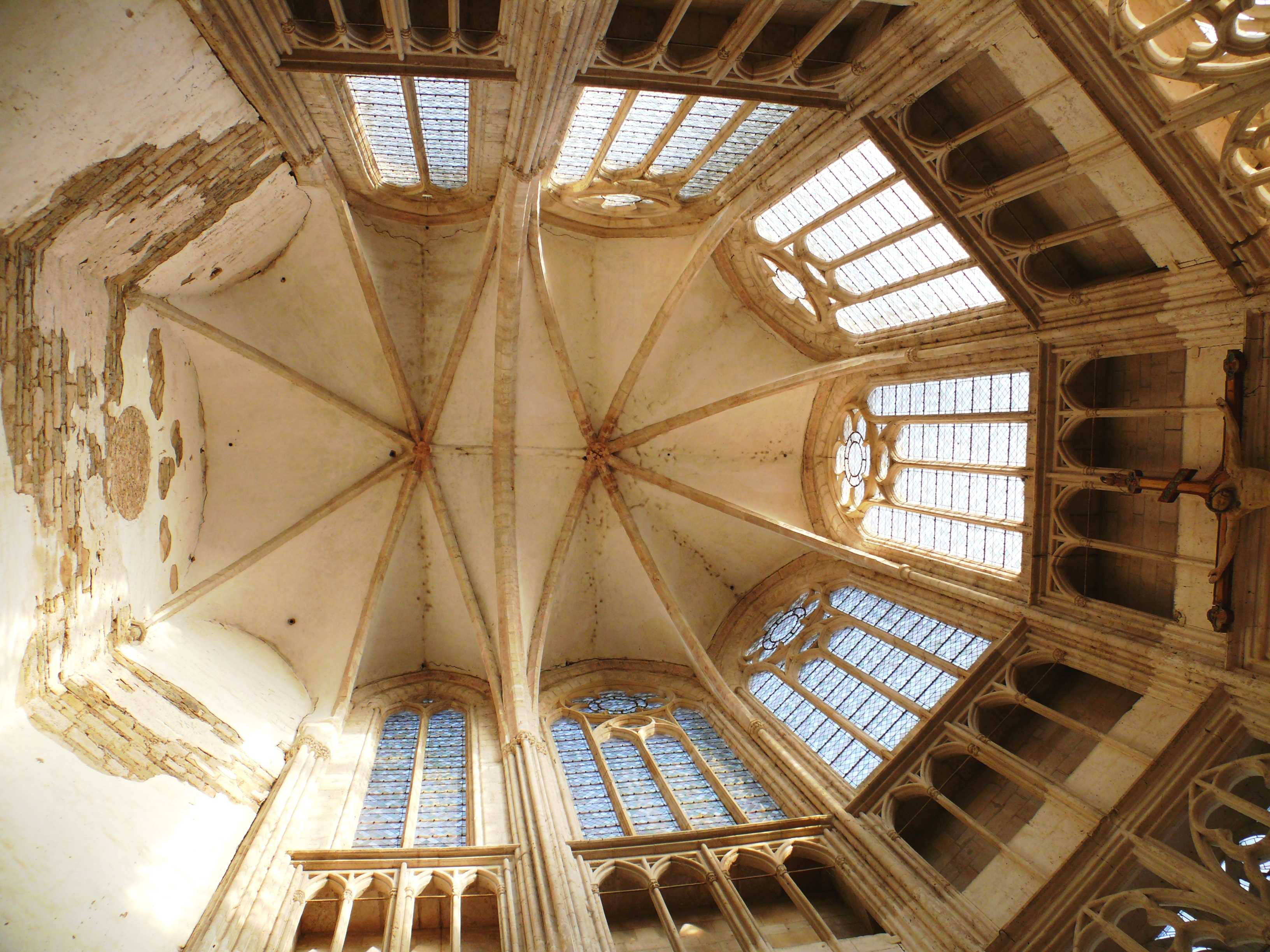
Voûte et hautes fenêtres du chœur.
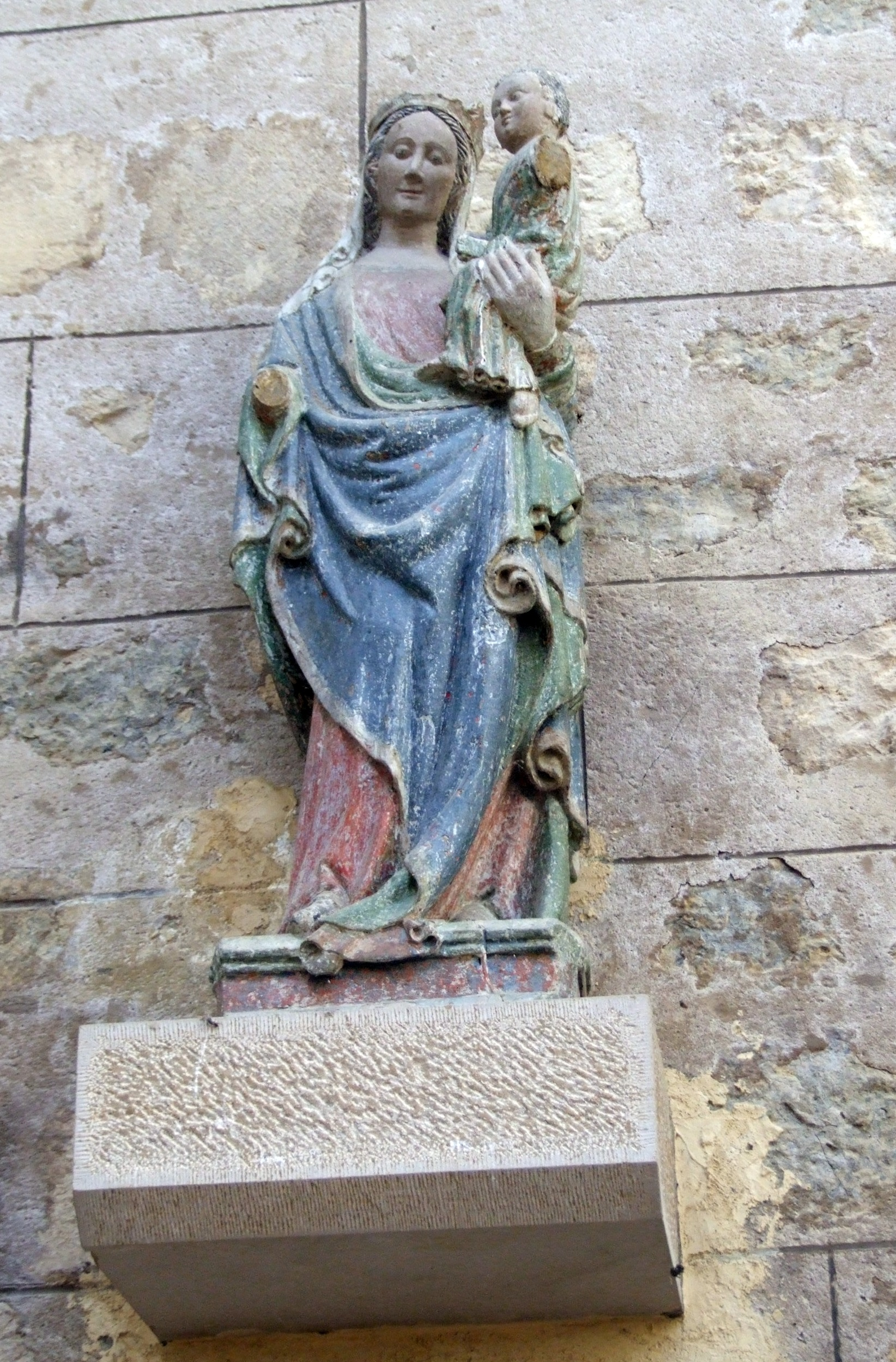
Vierge à l'enfant  Classé MH (1901)
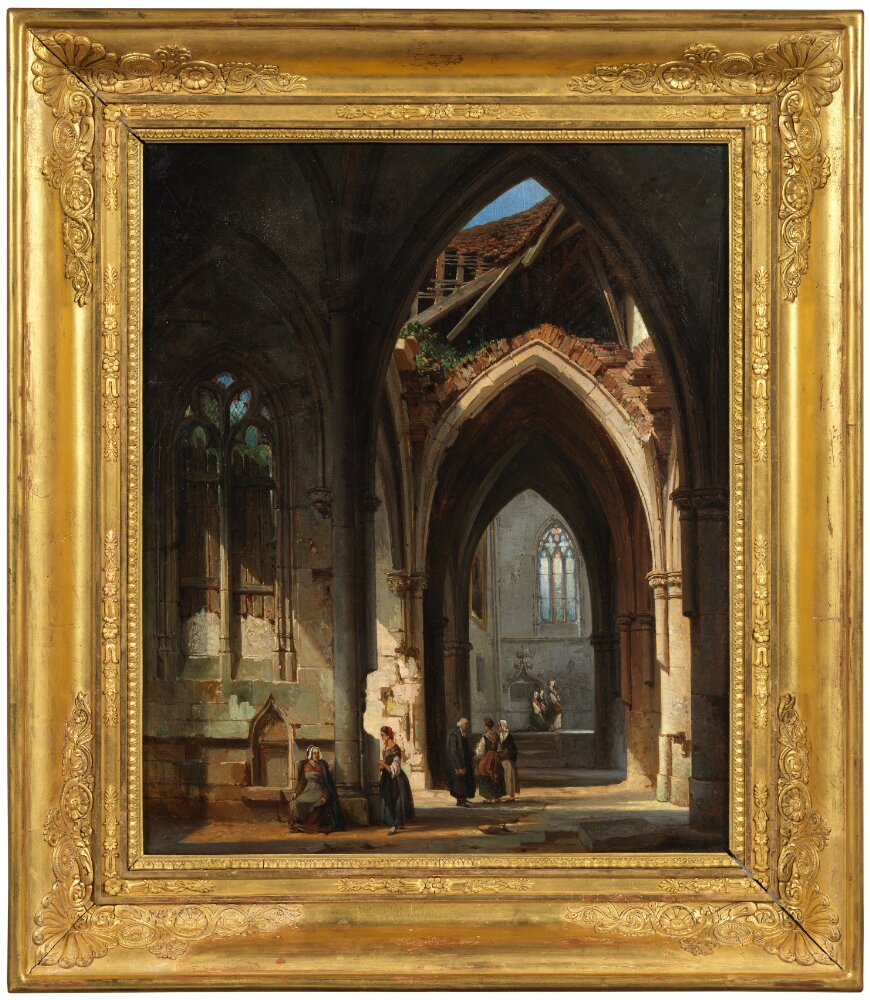
Tableau d'Étienne Bouhot (1780-1862).